# المعرفة (قناة)
قناة المعرفة قناة فضائية جزائرية، وهي سابع قناة عمومية تابعة للمؤسسة الوطنية للتلفزيون، يتوجه محتوى هذه القناة إلى التلاميذ من جميع المستويات التعليمية.

## تاريخ
يعود إنشاء قناة المعرفة من خلال قرار مجلس الوزراء بتاريخ 10 ماي 2020 برئاسة عبد المجيد تبون، وتعد قناة أول قناة تعليمية عمومية في الجزائر، وأشرف على إطلاق البث التجريبي رئيس الوزراء عبد العزيز جراد بتاريخ 19 ماي 2020 بمناسبة إحتفالات يوم الطالب المخلدة لذكرى إضراب الطلبة الجزائريين 1956، كانت أنطلاقة البث التجريبي من العاشرة صباحا إلى الرابعة عصرا و وصولاً للبث رسمي من أنتظار بث.

## بث القناة

### البث الفضائي
تبث القناة عبر القمرين الصناعيين نايل سات العربي وألكوم سات-1 الجزائري.

## وصلات خارجية
- الموقع الرسمي للمؤسسة العمومية للتلفزيون الجزائري